# 政策距離
政策距離（せいさくきょり）とは、政党と政党の政策の開きの大きさを指す。国会に議席を有する政党の政策距離が小さければ、政権交代が容易になるが、「どの政党でも同じ」となり、有権者の飽きを招く。

## 事例
政策距離が極端に小さい例として、アメリカが挙げられる。二大政党のうち共和党は保守で、民主党はリベラルとの印象があるが、共和党員の中にも民主党よりリベラルな人はいるし、民主党員の中にも共和党より保守的な人もいる。19世紀に奴隷解放を推進したのは共和党であり、奴隷制度を堅持しようとしたのは民主党である。
冷戦時代の日本においては、自由民主党と日本社会党は政権交代可能な二大政党となるには政策距離が大きすぎた。自由民主党には明治憲法をよしとする者もおり、日本社会党には毛沢東思想に基づく武装闘争派もいた。